# Images (1re série)
Pour les articles homonymes, voir Images (Debussy).
Images (1re série) est un recueil de trois pièces pour piano de Claude Debussy composées entre 1901 et 1905.

## Présentation
Les Images (1re série) sont composées entre 1901 et 1905 et sont publiées par Durand en 1905. Elles consistent en un ensemble de trois pièces, Reflets dans l'eau, Hommage à Rameau et Mouvement.
L'Hommage à Rameau est donné en première audition publique le 14 décembre 1905 par Maurice Dumesnil, lors d'un concert des « Soirées d'art », et le triptyque intégral des Images est créé le 6 février 1906 à la salle des Agriculteurs, à Paris, par Ricardo Viñes,.
Debussy envisageait dès 1899 la composition d'Images pour piano. En 1903, il signe avec Durand un contrat qui énumère les trois titres définitifs des pièces. Reflets dans l'eau lui demande le plus de travail. Il achève sa composition à l'été 1905,. Le compositeur écrit alors à son éditeur : « Sans fausse vanité, je crois que ces trois morceaux se tiennent bien et qu'ils prendront leur place dans la littérature de piano..., à gauche de Schumann ou à droite de Chopin... as you like it »,.
Une transcription de Jacques Durand pour piano à quatre mains de l'Hommage à Rameau est publiée en 1907. Une orchestration a été faite de l'Hommage à Rameau et du Mouvement par la compositrice Camille Pépin.

## Structure
Les Images comprennent trois mouvements :
1. Reflets dans l'eau : en ré bémol majeur[7], Andantino molto (tempo rubato), à 
[8] ;
2. Hommage à Rameau : en sol dièse mineur[7], Lent et grave (dans le style d'une Sarabande mais sans rigueur), à 
[8] ;
3. Mouvement : en ut majeur, Animé (avec une légèreté fantasque mais précise), à 
[9], mouvement « vers la quarte diminuée ut, triomphe d'un diatonisme lumineux, laissant éclater une joie toute tactile, une véritable jubilation instrumentale[7] ».

La durée d'exécution moyenne du triptyque est de quinze minutes environ.
Dans le catalogue des œuvres du compositeur établi par le musicologue François Lesure, Images (1re série) porte le numéro L 105 (110).

## Analyse et commentaires

### Reflets dans l'eau
Reflets dans l'eau est pour Harry Halbreich une « évocation du liquide élément, inégalable de sensibilité poétique, de frémissante sensualité et de rêve ». De « forme à cinq compartiments, alternant deux thèmes, on peut distinguer jusqu'à huit sections différentes ». La partition est construite autour d'un « motif de trois notes, ce la, ce fa, ce mi, qui, jetés comme des cailloux dans l'onde, propagent à la surface du clavier les belles harmonies de septième et de neuvième, comme des cercles concentriques, dans la résonance de la pédale de tonique », et de structure ABAB, « à quoi s'ajoute, dans le calme retrouvé, l'une des codas les plus poétiques de Debussy, juxtaposant le souvenir des deux thèmes, et laissant vibrer une dernière fois [...] les obsédantes trois notes initiales ».
Pour reprendre les mots d'André Suarès, la pièce est un « poème de l'agonie de la lumière, de la lumière estompée par l'onde ».
Pour Alfred Cortot, avec Reflets dans l'eau, voici « le sommeil lumineux et flottant des aspects inversés et les images lentes qui s'étirent au miroir ondoyant des sonorités, dans la transparence délicieuse des accords et des arpèges effleurés ».
Pour Vladimir Jankélévitch, la pièce, « malgré le déluge des arpèges et des traits, [...] nous suggère elle aussi l'image onirique des eaux qui se morfondent, des eaux paresseuses, ensommeillées, sur lesquelles s'étirent les fantasmes et les moires ».

### Hommage à Rameau

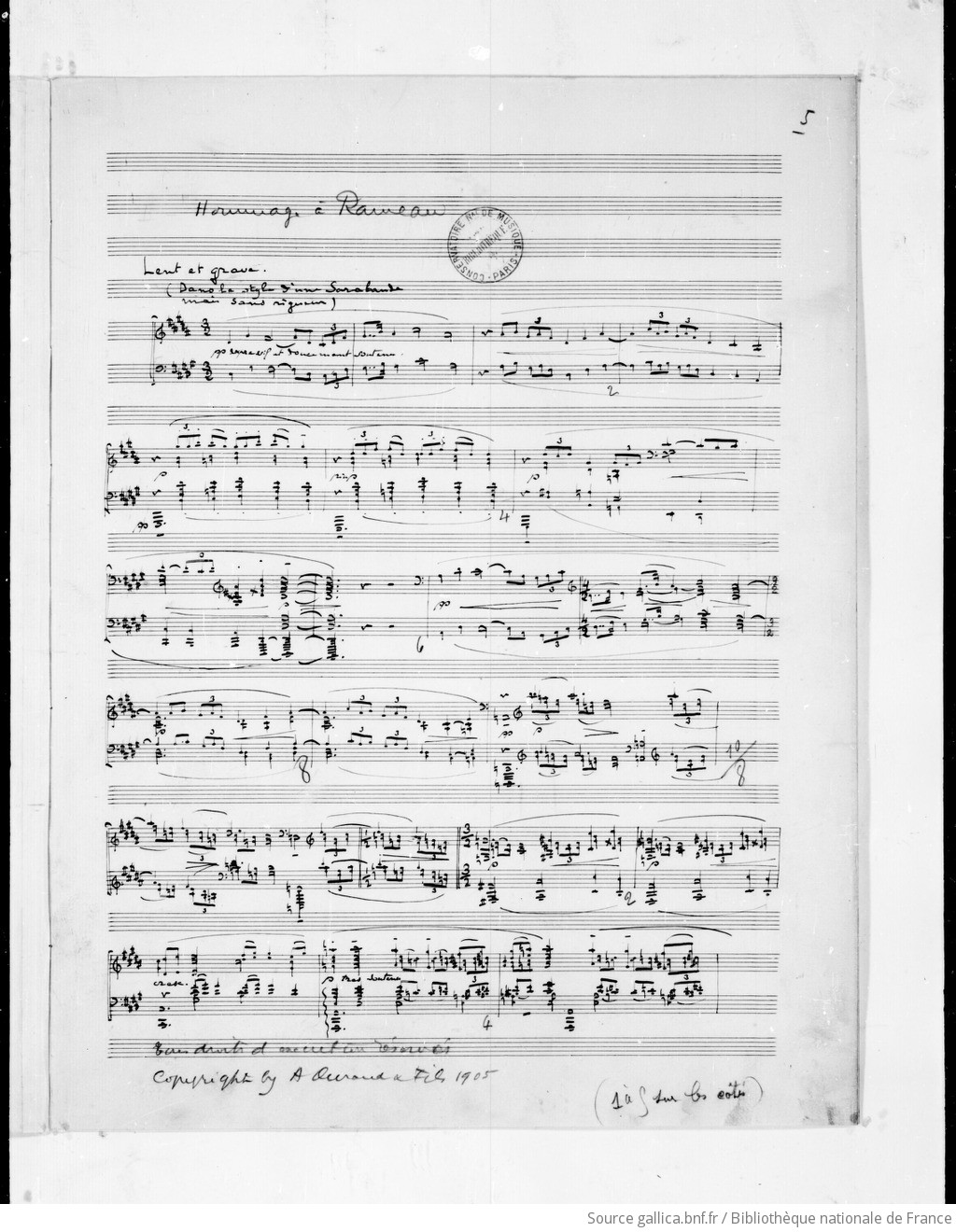
Première page du manuscrit autographe dHommage à Rameau.

L'Hommage à Rameau est « une sobre stèle, du plus pur marbre, au grand musicien français ».
Au début de la pièce, « le thème non harmonisé expose, en octaves nues, sa courbe splendide en mode dorien pentaphone ». La pièce est en trois volets : après « une première mélodie d'allure grégorienne, commencée dans la nudité [...], soutenue ensuite d'accords parfaits processionnels » vient « une seconde idée plus sombre, dont les tierces redoublées sont frôlées à leur crête de secondes douloureuses ». La seconde partie fait se succéder un court motif d'appel et une progression d'accords, « scandée par un ostinato d'octaves à la main gauche ». Enfin, le troisième volet combine des éléments des deux premiers. Dans la conclusion, « les sons, au lieu de s'effiler, s'atténuent de mesure en mesure par dilution, étalement, déploiement progressifs ».
Pour Cortot, l'Hommage à Rameau « s'adresse, par delà le symbole d'un nom préféré, à toute la lignée des clairs génies issus de notre sol, de la filiation desquels se réclamait si justement Claude Debussy, musicien français, ainsi qu'il se plaisait à se désigner lui-même ». 

### Mouvement

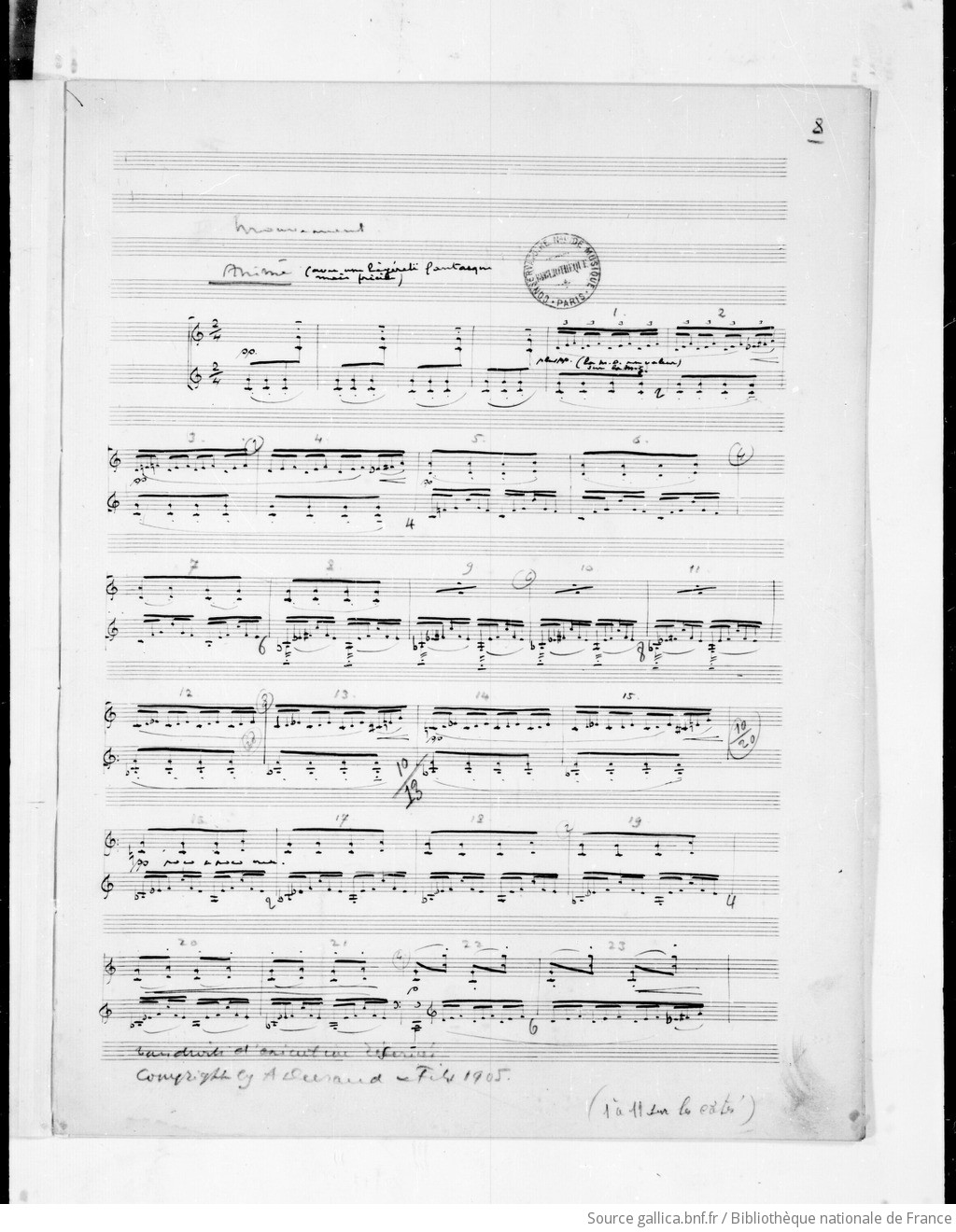
Première page du manuscrit autographe de Mouvement.

Mouvement est un mouvement perpétuel « plein d'humour et de fantaisie [...], aux triolets obstinés de doubles croches ». Selon le conseil de Debussy à Marguerite Long, « il faut que ça tourne dans un rythme implacable ».
La pièce est de forme ternaire, avec un passage central plus agité. Pour Harry Halbreich, c'est une « page étrange et envoûtante où Debussy atteint au fatalisme concentré des derviches tourneurs ».
Cortot relève que « sous l'indifférence apparente d'un dessin de croches répétées qu'un bruissement égal de triolets active et talonne », Mouvement « donne naissance à cette sorte de tyrannie rythmique dont Strawinsky, et à sa suite Bartok, Casella ainsi que quelques autres jeunes musiciens, ont tiré un parti ingénieusement volontaire ». Et le pianiste de souligner « l'impression dominante [...], celle d'une joie légère et vive, d'une activité sans frénésie ». 
Pour Jankélévitch, c'est « le mouvement pour le mouvement, in abstracto, le mouvement en soi et en général, le mouvement ayant sa fin en lui-même ; le mouvement indéterminé et dépourvu de finalité ». 

## Discographie
- Debussy : Piano works Vol. 3, François-Joël Thiollier (piano), Naxos 8.553292, 1996[20].
- Debussy : Complete Works for Piano, Volume 4, Jean-Efflam Bavouzet (piano), Chandos Records CHAN  10497, 2008[21].
- Debussy : The Solo Piano Works, Noriko Ogawa (piano), BIS Records CD 1955/56, 2012[22].
- Debussy (avec L’Isle joyeuse, Estampes, Children’s Corner, Masques, D'un cahier d'esquisses), Steven Osborne (piano), Hyperion Records CDA 68161, 2017[23].
- Claude Debussy : The complete works, CD 2, Pierre-Laurent Aimard (piano), Warner Classics, 2018[24].